# Agelaius
Agelaius är ett fågelsläktet i familjen trupialer inom ordningen tättingar. Släktet omfattar fem arter som förekommer från Alaska till Nicaragua samt i Västindien:
- Gulskuldrad trupial (A. xanthomus)
- Brunskuldrad trupial (A. humeralis)
- Kalifornientrupial (A. tricolor)
- Rödvingetrupial (A. phoeniceus)
- Zapatatrupial (A. assimilis)